# 加藤博
加藤 博（かとう ひろし、1948年 - ）は、中東史学者。専攻は中東社会経済史、イスラム社会論。一橋大学名誉教授。日本中東学会会長、歴史学研究会編集長などを務めた。

## 経歴
出生から修学期
1948年、香川県で生まれた。一橋大学商学部に入学し、教授の深沢宏に師事した。1974年に同大学を卒業し、同大学大学院経済学研究科に進んだ。1976年、修士課程を修了。博士課程在学中の1977年から1979年までエジプト・カイロ大学に留学。1980年、一橋大学大学院経済学研究科博士課程を満期退学した。
中東史研究者として
1980年、東京大学東洋文化研究所助手に採用された。1982年から1984年まで再びカイロ大学に留学。1983年、学位論文『エジプトにおける私的土地所有権の確立』を一橋大学に提出して経済学博士号を取得。
1985年、東洋大学文学部専任講師に就いた。1988年に助教授昇格。1990年、母校の一橋大学経済学部助教授に転じ、1991年に教授昇格。1993年4月、日本学術振興会カイロ研究連絡センター派遣員として1年間カイロに派遣された。1998年からは同経済学研究科教授。1997年から2002年まで国立民族学博物館地域研究企画交流センター教授を兼任した。2012年に一橋大学を定年退任し、名誉教授となった。以降も同大特任教授として教鞭をとった。また、2015年から2016年まで東京外国語大学アジア・アフリカ言語文化研究所フェロー。
学界では、1994年から1996年まで日本オリエント学会理事。1997年から2000年まで歴史学研究会編集長。2000年から2003年まで日本中東学会会長。

### 委員・役員
- 公益財団法人中東調査会参与

## 受賞・栄典
- 1980年：流沙海西奨学会賞を受賞。
- 1985年：日本オリエント学会奨励賞を受賞。
- 1993年：アジア経済研究所発展途上国研究奨励賞を受賞。
- 2012年：国際社会で顕著な活動を行い世界で『日本』の発信に貢献したとして、内閣府から「世界で活躍し『日本』を発信する日本人」の一人に選ばれた[3][4]。

## 著作
著書
- 『私的土地所有権とエジプト』社会創文社 1993
- 『文明としてのイスラム 多元的社会叙述の試み』(中東イスラム世界 6) 東京大学出版会 1995
- 『アブー・スィネター村の醜聞 裁判文書からみたエジプトの村社会』創文社 1997
- 『イスラーム世界の危機と改革』山川出版社(世界史リブレット) 1997
- 『イスラム世界の常識と非常識』淡交社 1999
- 『イスラム世界論 トリックスターとしての神』東京大学出版会(東洋叢書) 2002
- 『イスラム世界の経済史』NTT出版(ネットワークの社会科学) 2005
- 『「イスラムvs.西欧」の近代』講談社現代新書 2006
- 『ナイル 地域をつむぐ川』刀水書房(世界史の鏡) 2008
- 『イスラム経済論 イスラムの経済倫理』書籍工房早山(社会科学の冒険) 2010
- 『ムハンマド・アリー：近代エジプトを築いた開明的君主』山川出版(世界史リブレット人) 2013

共編著
- 『西アジア』下 永田雄三共著、朝日新聞社(地域からの世界史) 1993
- 『イスラームの性と文化』編、東京大学出版会(イスラーム地域研究叢書) 2005
- 『暴力 比較文明史的考察』山内進・新田一郎共編、東京大学出版会 2005

翻訳
- 『比較社会経済史 イスラム・ビザンツ・西ヨーロッパ』クロード・カーエン（英語版）著、渡辺金一共訳、創文社(歴史学叢書) 1988
- 『近代エジプトにおける農民反乱：近代エジプト社会史研究入門』アリー・バラカート著、長沢栄治共訳、アジア経済研究所(M.E.S.series) 1991

## 参考
- 「加藤博先生をお迎えして」(知の先達たちに聞く 13)『イスラーム世界研究』12, 2019年, 136‒169頁PDF
- J-Global
- プロフィール